# Eupithecia perfidata
Eupithecia perfidata là một loài bướm đêm trong họ Geometridae.